# Quentin Bell
Pour les articles homonymes, voir Bell.
Quentin Bell (19 août 1910 - 16 décembre 1996) est un écrivain et historien de l'art britannique, neveu de Virginia Woolf, fils de Clive et Vanessa Bell. 

## Biographie
Quentin Claudian Stephen Bell est le fils de Clive et Vanessa Bell, née Stephen.
Il se forme notamment à l'Académie Moderne à Paris auprès de Fernand Léger et Jean Marchand, ainsi qu'au sein de l'Euston Road School à Londres, où il rencontre des amis qu'il conserve toute sa vie : William Coldstream (en), Claude Rogers (en) et Lawrence Gowing.
Quentin Bell a écrit la biographie de sa tante, Virginia Woolf, ouvrage qui remporta le prix James Tait Black, le Duff Cooper Prize et le Yorkshire Post Book of the Year Award. Il a consacré plusieurs ouvrages au Bloomsbury Group et à Charleston Farmhouse.
Il enseigna l'histoire de l'art au département des beaux-arts de l'université de Durham de 1952 à 1959, puis à l'université de Leeds. En 1964, il occupa la chaire Slade de l'université d'Oxford. Il enseigna l'histoire et la théorie de l'art à l'université de Hull en 1965, puis à l'université du Sussex de 1967 à 1975. 
Marié à Anne Olivier Popham, il eut trois enfants : Julian, Cressida et Virginia (épouse de William Nicholson).
Son frère aîné était le poète Julian Bell. La romancière Angelica Garnett, fille de Duncan Grant et de Vanessa Bell, était sa demi-sœur.
Quentin Bell est inhumé dans le cimetière de St Peter's Church, West Firle, Sussex de l'Est.

## Publications
- (en) Virginia Woolf, A biography, 2 vol., Londres, Hogarth Press, 1972 (prix James Tait Black).
- (en) The Art Critic and the Art Historian, 1973.
- (en) Bloomsbury, Futura Publications, 1974.
- [https://books.google.fr/books?id=0kM28g7M8-kC&printsec=frontcover&hl=fr#v=onepage&q&f=false Bloomsbury Recalled, Columbia University Press, New York, 1996.